# Shrove Point
Shrove Point är en udde i Sydgeorgien och Sydsandwichöarna (Storbritannien). Den ligger i den östra delen av Sydgeorgien och Sydsandwichöarna.
Terrängen inåt land är huvudsakligen platt, men den allra närmaste omgivningen är varierad.  Det finns inga samhällen i närheten. 